# 羵羊
羵羊（羵，讀音fén、ㄈㄣˊ）也叫賁羊，是中国传说的妖怪,为土中之怪。孔子曰:「丘之所闻者,羊也,丘闻之木石之怪夔蝄蜽,水之怪龙罔象,土之怪羵羊也。」，或曰雨土之精。

## 记载
三国魏人张揖《广雅·释天》说：“土神谓之羵羊。”
《史记·孔子世家》：“孔子年四十二，鲁昭公卒于乾侯，定公立。定公立五年，夏，季平子卒，桓子嗣立。季桓子穿井得土缶，中若羊，问仲尼云‘得狗’。仲尼曰：‘以丘所闻，羊也。丘闻之，木石之怪夔、罔阆，水之怪龙、罔象，土之怪坟羊。’”
《孔子家语·辨物》：“季桓子穿井，获如玉缶，其中有羊焉。使使问孔子曰：‘吾穿井于费，而于井中得一狗，何也？’孔子曰：‘丘之所闻者，羊也。丘闻之：木石之怪夔、蝄蜽，水之怪龙、罔象，土之怪羵羊也。’”
晋 干宝 《搜神记》卷十二：“木石之怪，夔、蝄蜽；水中之怪，龙，罔象；土中之怪，曰羵羊。
清代纪昀《阅微草堂笔记·如是我闻（一）》说：“雨土之精，尚生羵羊。”
《国语·鲁语下》作“土之怪曰羵羊”；
晋·张华《博物志》卷九作“土之怪为獖羊”。